# Mort Drucker
Morris Drucker (Brooklyn, Nueva York; 22 de marzo de 1929-Woodbury, Estado de Nueva York; 9 de abril de 2020), más conocido como Mort Drucker, fue un caricaturista y dibujante de cómics estadounidense. Destacó sobre todo por su trayectoria de más de cinco décadas en la revista Mad, donde se especializó en la sátira de las películas y series de televisión del momento.

## Biografía
Drucker nació en Brooklyn (Nueva York), aunque hay discrepancias sobre su fecha de nacimiento: según algunas fuentes, nació el 22 de marzo de 1929; y según otras, el 29 de marzo del mismo año. Su madre, Sarah (Spielvogel), era ama de casa y su padre, Edward Drucker, era empresario. Su familia era judía. Fue al instituto Erasmus Hall de Brooklyn. Allí conoció a Barbara, con la que se casó poco después de la graduación de ella. La pareja se mudó a Long Island, y vivió en Syosset, donde tuvo dos hijas, Laurie and Melanie. La familia crecería con el tiempo, con tres nietos.

## Trayectoria
Drucker se introdujo en el mundo del cómic al asistir a Bert Whitman en la tira cómica Debbie Dean en 1947, cuando tenía 18 años, gracias a una recomendación de Will Eisner. Luego trabajó de retocador para National Periodical Publications (DC Comics), trabajo que compaginó con el de escritor fantasma de The Mountain Boys, la tira cómica habitual de Paul Webb para la revista Esquire. A comienzos de la década de 1950, dejó DC para trabajar a tiempo completo como freelancer para diversas editoriales de cómic tales como Dell, Atlas y St. John's, así como varios títulos de humor o historieta bélica para su anterior empleador.

### Mad
En el otoño de 1956, poco después de la salida del editor fundador de Mad, Harvey Kurtzman, Drucker encontró su camino hacia la revista. Su primera visita a la sede de la revista coincidió con una emisión de la Serie Mundial, y el editor Bill Gaines le prometió un trabajo si los Brooklyn Dodgers ganaban el partido. Los Dodgers ganaron. Por caprichoso que fuera el supuesto proceso de selección de Drucker, fue una anécdota memorable. Años después, Gaines confesó, como era previsible, «lo habríamos contratado de todas formas».
Drucker había llegado a la redacción de Mad con páginas de su trabajo para el comic book Hopalong Cassidy de DC Comics y algunas de sus tiras de Mountain Boys, además de una historieta humorística sobre El Llanero Solitario y Tonto que había dibujado expresamente para la entrevista. La reacción de Mad fue favorable. Para cuando entró Drucker, Mad no presentaba regularmente sátiras de televisión y cine. El editor Al Feldstein atribuyó al estilo y a la capacidad de Drucker la decisión de empezar a incluirlas en cada número.
Durante más de una década, Mad tuvo dificultades para obtener fotografías promocionales que Drucker pudiera utilizar como material de partida para sus dibujos. Ante este situación, Angelo Torres, compañero de trabajo de Drucker llevó una cámara a los cines y sacó fotos de la pantalla. Con el tiempo, creció una generación de seguidores de Mad, algunos de los cuales llegaron a ser publicistas de Hollywood, lo que facilitó el trabajo de investigación de Drucker.
Para cuando su trayectoria en Mad llegó a su fin 55 años después, Drucker fue el artista con la mayor permanencia ininterrumpida dentro de la revista. Además, con más de 400, es el artista que tiene el mayor número de artículos firmados en Mad entre los que no escriben su propio material.

### Otros trabajos
Drucker también permaneció activo para DC, donde ilustró War Stories, entre otros títulos. A partir de 1959, pasó cuatro años dibujando el cómic The Adventures of Bob Hope de DC. Para Drucker, esta etapa supuso un momento clave en su carrera, ya que centró su trabajo en la caricatura.
En 1962, Drucker se asoció con el prolífico escritor de humor Paul Laikin en el muy exitoso JFK Coloring Book (Kanrom Publishers), que vendió 2,5 millones de ejemplares. Dos décadas después, Drucker ilustró otros libros para colorear sobre Ollie North y Ronald Reagan. Entre sus carteles cinematográficos se puede mencionar el de la película de Universal American Graffiti (1973), dirigida por George Lucas, y en la que Drucker también dibujó el anuario escolar en el tráiler.
Drucker también realizó encargos en materia de animación para la televisión, carteles cinematográficos e ilustraciones para revistas, incluyendo portadas de Time, algunas de las cuales figuran en la Galería Nacional de Retratos del Instituto Smithsoniano.
También creó carátulas de álbumes musicales, entre las cuales se incluyen creaciones artísticas para el grupo de pop The Bears, así como el álbum State of Euphoria de Anthrax y álbumes humorísticos en el estilo de su propio JFK Coloring Book, como The LBJ Menagerie y The New First Family, 1968. Además de libros con compilaciones de su propia obra, ha proporcionado ilustraciones para numerosos libros de otros autores, como libros de literatura infantil, libros de humor y sátira. También dibujó las caricaturas de soporte para la comedia musical de Broadway Rumple, de 1957.
Entre 1984 y 1987, Drucker colaboró con Jerry Dumas (y John Reiner) en la tira cómica diaria Benchley. Ambientada en la Casa Blanca, trataba sobre el personaje ficticio Benchley, un asistente y admirador del entonces presidente Ronald Reagan. Dumas comentó al respecto: «Nadie había hecho una tira sobre el gobierno. Es un lugar magnífico donde situar una tira. Hay tanto espacio para el humor en la Casa Blanca». Benchley fue distribuido por Register and Tribune Syndicate.
En 1990, Drucker diseñó la Supercopa para Target. Al año siguiente, creó los Frugies para la United Fresh Fruit and Vegetable Association junto con el ejecutivo Mitchell Erick con el fin de promocionar el mes de junio como mes nacional de las frutas y verduras.

## Crítica
Cuando en 1980 Mad publicó la parodia de El Imperio contraataca, dibujada por Drucker, la revista recibió una carta de cese y desistimiento de los abogados de George Lucas exigiendo que Mad retirara el número de la venta, destruyera las planchas de impresión, entregara el arte original y entregara todos los beneficios del número. Sin que ellos lo supieran, el propio George Lucas acababa de enviar a la revista una efusiva carta en la que elogiaba la parodia y decía que «se deberían otorgar premios Oscar especiales a Drucker y DeBartolo, los George Bernard Shaw y Leonardo da Vinci de la sátira cómica». El editor Gaines envió por correo una copia de la carta a los abogados de Lucas con una nota manuscrita en la parte superior que decía: «¡Qué gracia, a George le gustó!». El asunto no fue más allá. Drucker también había trabajado en la campaña de promoción de una película anterior de Lucas, American Graffiti. En su introducción al libro Mad About Star Wars, Lucas escribió: «Siempre he defendido a Mad de mis abogados».
En una aparición en Tonight Show en 1985, cuando Johnny Carson preguntó a Michael J. Fox «¿Cuándo supiste de verdad que habías triunfado en el mundo del espectáculo?», este respondió «Cuando Mort Drucker me dibujó la cabeza»."
Meglin llamó a Drucker «el número uno en un campo de uno». Charles Schulz escribió «Francamente, no sé cómo lo hace, y estoy en una larga lista de admiradores ... Creo que dibuja todo en la manera en que a todos nos gustaría dibujar». En 2012, el crítico y bloguero Tom Spurgeon comentó, en referencia a la ilustración de Drucker a página completa para la parodia de Mad de El padrino, «La forma en la que dibuja la ceja de James Caan vale la trayectoria entera de algunos».

## Premios y reconocimientos
Las portadas de Time de Mort Drucker forman parte de la colección de la Galería Nacional de Retratos. Su trabajo fue reconocido por la National Cartoonists Society (Sociedad Nacional de Historietistas), que le concedió el Premio Especial (1985, 1986, 1987 y 1988) y el Premio Reuben (1987). Además, Drucker entró en el Salón de la Fama de los Premios Eisner (2010) y en el Salón de la Fama de la Sociedad de Ilustradores (2017), y fue reconocido como doctor honorífico en Bellas Artes del Instituto de Arte de Boston.

## Fallecimiento
La hija de Drucker, Laurie, anunció que había fallecido el 9 de abril de 2020, en su casa de Woodbury (Nueva York). Informó a Associated Press de que la semana anterior su padre había experimentado problemas respiratorios y dificultades para andar, pero no aclaró la causa de su muerte. Laurie añadió que a su padre no se le habían hecho pruebas de coronavirus.

## Obras
- MAD's Greatest Artists: Mort Drucker de Mort Drucker. Running Press, 2012. ISBN 978-0-7624-4713-8
- Tomatoes from Mars de Arthur Yorinks y Mort Drucker.  Di Capua, 1999. ISBN 978-0-06-205070-0
- Whitefish Will Rides Again! de Arthur Yorinks y Mort Drucker.  Di Capua, 1994. ISBN 978-0-06-205037-3
- Draw 50 Famous Caricatures de Mort Drucker y Lee J. Ames. Doubleday, 1990. ISBN 978-0-385-24629-3
- The Ronald Reagan Coloring Book de Mort Drucker y Paul Laikin.  Andrews y McMeel, 1988. ISBN 978-0-8362-1826-8
- Familiar Faces: The Art of Mort Drucker de David Duncan y Mort Drucker.  Stabur Press, 1988. ISBN 978-0-941613-03-3
- The Ollie North Coloring Book de Mort Drucker y Paul Laikin. Andrews McMeel, 1987. ISBN 978-0-8362-2099-5
- Benchley, Book 1 de Mort Drucker.  Blackthorne, 1987. ISBN 978-0-932629-24-1
- Mort Drucker's MAD Show-Stoppers de Mort Drucker.  EC, 1985.  ISBN 978-99987-8607-3
- What to Name Your Jewish Baby de Bill Adler y Mort Drucker y Arnie Kogen.  Dutton, 1969. ISBN 978-1-936404-64-3
- My Son, the Daughter de Mort Drucker.  Kanrom, 1964. ASIN: B000J1M1WK
- Political Wind-Ups de Alexander Roman y Mort Drucker.  Kanrom, 1962. ASIN: B000ZLP4MS
- JFK Coloring Book de Alexander Roman y Mort Drucker.  Kanrom, 1962. ISBN 978-1-936404-48-3

### Ilustraciones para libros de otros autores
- A Book of Jean's Own, Maria Schneider como Jean Teasdale. St. Martin's Griffin, 2010. ISBN 978-0-312-64268-6
- Christopher Lee's Treasury of Terror, edited de Russ Jones. Pyramid, 1966. ASIN: B000B8GC3A